# Guillermo Firpo
Guillermo Pablo Firpo Marrone, noto semplicemente come Guillermo Firpo (Montevideo, 17 luglio 1988), è un calciatore uruguaiano, centrocampista svincolato.

## Caratteristiche tecniche
È un mediano.

## Carriera
È cresciuto nel settore giovanile del Central Español, club con cui ha debuttato nel 2008.

## Palmarès
- Segunda División Profesional: 2

Central Español: 2011-2012
Liverpool Montevideo: 2014-2015
- Supercoppa uruguaiana: 1

Liverpool Montevideo: 2020